# Сотбис
„Сотбис“ (на английски: Sotheby's) е международна аукционна къща. Заедно с другата голяма световна аукционна къща „Кристис“ заемат около 90 % от световния пазар на аукционни продажби на антиквариат и предмети на изкуството.

## История
Аукционната къща е основана на 11 март 1744 г. в Лондон от книготърговеца Самюел Бейкър. През 1955 г. е открит офис в Ню Йорк, през следващите десетилетия са открити филиали и в Париж, Лос Анджелис, Цюрих, Торонто, Мелбърн, Мюнхен, Единбург, Йоханесбург, Хюстън, Флоренция, Москва и др. В началото на 1980-те „Сотбис“ практически банкрутира поради започналата икономическа криза. През 1983 г. компанията е продадена на американския предприемач Алфред Таубман, собственик на верига магазини в САЩ.
През 1998 г. Таубман пуска акции на „Сотбис“ на борсата. През 2001 г. годишният оборот на компанията достига 5,8 милиарда долара, със 100 милиона повече от годишния оборот на основния конкуретг Christie's.